# Oak Ridge Boys
Oak Ridge Boys sind ein US-amerikanisches Gesangsquartett, das in den 1940er Jahren mit Gospel-Musik begann und in den 1970ern und 1980ern mit Country- und Pop-Musik erfolgreich war.

## Anfänge
Die Gruppe wurde Anfang der 1940er Jahre von Wally Fowler als Harmony Quartet gegründet. Vorläufer waren die Georgia Clodhoppers, die seit Mitte der 1930er Jahre unter der Leitung Fowlers musiziert hatten. Da die Gruppe regelmäßig in den Atomfabriken des Oak Ridge National Laboratory auftrat, nahm sie 1945 den Namen Oak Ridge Quartet an.
1949 kam es zu einer kompletten Umbesetzung. Bandleader Fowler entließ alle Mitglieder und ersetzte sie durch Bob Weber und sein Calvary Quartet. 1956 löste Fowler das Oak Ridge Quartet auf und verkaufte die Namensrechte an Smitty Gatlin. Dieser heuerte neue Musiker an und nannte sie 1961 in Oak Ridge Boys um. 1963 wurde mit dem Warner Brothers Label ein Schallplattenvertrag abgeschlossen.

## Karriere
Eine zunächst vorsichtige Umorientierung in Richtung Country-Musik wurde 1964 durch den Einstieg von William Lee Golden und 1966 von Duane Allen eingeleitet, der Gatlin ersetzte. Die Haare wurden länger, und die Begleitband mit einem Schlagzeuger erweitert. Der Popularität unter den Anhängern der Gospelmusik tat das zunächst keinen Abbruch. 1971 erhielt man sogar einen Grammy für den Song Talk About The Good Times. 1972 ersetzte Richard Sterban den Bassisten Noel Fox, und ein Jahr später wurde Joe Bonsall für Willie Wynn eingestellt. Damit hatte sich die Besetzung zusammengefunden, die über mehr als ein Jahrzehnt zahlreiche Top-Hits hervorbringen sollte.
Die Umorientierung zur Country-Musik wurde vor allem von Duane Allen vorangetrieben. In der Gospelszene gab es nur wenig Zustimmung, und es begann eine längere Durststrecke. Einen ersten kleinen Erfolg gab es 1973, als sie von Johnny Cash für eine Singleaufnahme engagiert wurden. Wenig später wurden sie vom Columbia unter Vertrag genommen. Die Verkaufszahlen ihrer Schallplatten gingen derartig zurück, dass die Gruppe kurz vor der Aufgabe stand. Es gab allerdings weitere Gospel-Grammys, unter anderem für die Single The Baptism of Jesse Taylor.
Die endgültige Hinwendung zur Country-Musik erfolgte 1977 nach einem Wechsel zum ABC/MCA-Label. Bereits ihre erste Single für das neue Label, Y'All Come Back Saloon erreichte Platz drei der Country-Charts. Mit I'll Be True To You schafften sie 1978 ihren ersten Nummer-1-Hit. Im selben Jahr wurden die Oak Ridge Boys sowohl von der Country Music Association als auch von der Academy of Country Music als Gesangsgruppe des Jahres ausgezeichnet.
In den folgenden Jahren gab es eine lange Folge weiterer Top-10-Platzierungen und Nummer-1-Hits. Außerdem gab es eine Vielzahl weiterer Auszeichnungen. Ihr größter Hit war 1981 Elvira, der Platz eins der Country-Charts und Platz fünf der Pop-Hitparade erreichte. Da sich ihre Schallplatten in vielen Fällen auch im Pop-Lager verkauften, waren die Umsätze entsprechend hoch. Erst Mitte der 1980er ließen Verkaufszahlen und Hitparaden-Platzierungen nach.
1986 wurde das dienstälteste Gruppenmitglied William Lee Golden von seinen Kollegen aus der Band geworfen. Der seit einiger Zeit ungepflegt wirkende und übergewichtige Golden, der mit seinem überlangen Bart entscheidend das optische Bild geprägt hatte, war nicht zuletzt aufgrund seines eigensinnigen Verhaltens zu einer Belastung geworden. Für ihn kam Steve Sanders. Eine Zeitlang konnte wieder an die alten Erfolge angeknüpft werden. Bis Anfang der 1990er Jahre wurden weitere Top-Hits verbucht.
1990 wechselten sie zum RCA-Label. 1996 beendete Sanders seine Mitarbeit. Für ihn kehrte William Lee Golden zurück. Die Gruppe unternahm weiterhin zahlreiche Auftritte. Hitparadenerfolge gab es nicht mehr. Eine neue Generation hatte die mittlerweile in die Jahre gekommenen Oak Ridge Boys verdrängt.
Auf dem 2009 erschienenen Album The Boys Are Back (Die Jungs sind zurück) ist unter anderem eine Coverversion des Liedes Seven Nation Army der amerikanischen Rockband The White Stripes zu hören. Im August 2011 wurden die Oak Ridge Boys als Mitglieder in die Grand Ole Opry aufgenommen. Am 6. Dezember 2018 traten sie beim Staatsbegräbnis für George H. W. Bush auf.

## Diskografie

### Alben
| Jahr | Titel                                    | Höchstplatzierung, Gesamtwochen, AuszeichnungChartplatzierungen (Jahr, Titel, Platzierungen, Wochen, Auszeichnungen, Anmerkungen) | Höchstplatzierung, Gesamtwochen, AuszeichnungChartplatzierungen (Jahr, Titel, Platzierungen, Wochen, Auszeichnungen, Anmerkungen) | Anmerkungen     |
| Jahr | Titel                                    | US | Country | Anmerkungen     |
| ---- | ---------------------------------------- | --- | --- | --------------- |
| 1974 | The Oak Ridge Boys                       | — | Country38 (5 Wo.)Country |                 |
| 1977 | Y’all Come Back Saloon                   | US120 (9 Wo.)US | Country8 (64 Wo.)Country |                 |
| 1978 | Room Service                             | US164 (11 Wo.)US | Country3 (63 Wo.)Country |                 |
| 1979 | The Oak Ridge Boys Have Arrived          | — | Country5 (82 Wo.)Country |                 |
| 1980 | Together                                 | US154 (6 Wo.)US | Country10 (44 Wo.)Country |                 |
| 1981 | Fancy Free                               | US14 ×2Doppelplatin · (48 Wo.)US                                                                                                  | Country1 (72 Wo.)Country |                 |
| 1982 | Bobbie Sue                               | US20 Gold · (21 Wo.)US | Country1 (40 Wo.)Country |                 |
| 1982 | Christmas                                | US73 Gold · (7 Wo.)US | Country9 (12 Wo.)Country | Weihnachtsalbum |
| 1983 | American Made                            | US51 Gold · (23 Wo.)US | Country2 (38 Wo.)Country |                 |
| 1983 | Deliver                                  | US121 Gold · (14 Wo.)US | Country1 (49 Wo.)Country |                 |
| 1985 | Step On Out                              | US156 (5 Wo.)US | Country3 (53 Wo.)Country |                 |
| 1986 | Seasons                                  | — | Country8 (24 Wo.)Country |                 |
| 1986 | Christmas Again                          | — | Country50 (3 Wo.)Country | Weihnachtsalbum |
| 1987 | Where the Fast Lane Ends                 | — | Country14 (33 Wo.)Country |                 |
| 1987 | Heartbeat                                | — | Country20 (43 Wo.)Country |                 |
| 1988 | Monongahela                              | — | Country9 (41 Wo.)Country |                 |
| 1989 | American Dreams                          | — | Country24 (30 Wo.)Country |                 |
| 1991 | Unstoppable                              | — | Country41 (17 Wo.)Country |                 |
| 2001 | From the Heart                           | — | Country49 (12 Wo.)Country |                 |
| 2002 | An Inconvenient Christmas                | — | Country58 (5 Wo.)Country | Weihnachtsalbum |
| 2003 | Colors                                   | — | Country53 (8 Wo.)Country |                 |
| 2005 | Christmas Cookies                        | — | Country73 (1 Wo.)Country | Weihnachtsalbum |
| 2009 | A Gospel Journey                         | US156 (1 Wo.)US | Country28 (9 Wo.)Country |                 |
| 2009 | The Boys Are Back                        | US77 (1 Wo.)US | Country16 (2 Wo.)Country |                 |
| 2011 | It’s Only Natural                        | US70 (7 Wo.)US | Country16 (18 Wo.)Country |                 |
| 2012 | Back Home Again: Gospel Favorites        | — | Country29 (4 Wo.)Country |                 |
| 2012 | Christmas Time’s A-Coming                | — | Country50 (5 Wo.)Country | Weihnachtsalbum |
| 2015 | Rock of Ages, Hymns and Gospel Favorites | — | Country26 (8 Wo.)Country |                 |
| 2016 | Christmas Time’s A-Coming                | — | Country50 (5 Wo.)Country | Weihnachtsalbum |
| 2018 | Celebrate Christmas                      | — | Country43 (2 Wo.)Country |                 |

Weitere Alben
- 1958: The Oak Ridge Quartet
- 1959: Sing and Shout
- 1959: The Oak Ridge Quartet
- 1960: Master Showman of Song
- 1960: Go Out to the Program
- 1961: You’ll Never Walk Alone
- 1962: He Whispers Sweet Peace to Me
- 1962: With Sounds of Nashville
- 1963: Folk Minded Spirituals for Spiritual Minded Folk
- 1964: Together (mit The Harvesters)
- 1964: Sing for You
- 1964: Singing the Gospel
- 1964: I Wouldn’t Take Nothing for My Journey Now
- 1965: The Sensational Oak Ridge Boys from Nashville Tennessee
- 1965: The Solid Gospel Sound of the Oak Ridge Quartet
- 1966: River of Life
- 1966: Sing Serve Life (mit Smitty Gatlin)
- 1966: Songs We Wish We'd Recorded First
- 1967: Duane Allen Out Front
- 1967: At Their Best
- 1967: A Great Day
- 1968: New Horizons
- 1969: It’s Happening!
- 1970: Thanks
- 1971: Talk About the Good Times
- 1971: International
- 1972: Jesus Christ, What a Man!
- 1972: Performance
- 1972: Light
- 1973: Street Gospel
- 1973: The Lighthouse & Other Gospel Hits
- 1973: Hymns
- 1975: Sky High
- 1976: Old Fashioned, Down Home, Hand Clappin’, Foot Stompin’, Southern Style, Gospel Quartet Music
- 1977: Live
- 1992: The Long Haul
- 1995: Country Christmas Eve
- 1997: Revival
- 1999: Voices
- 2004: The Journey
- 2005: Common Thread
- 2006: Front Row Seats
- 2019: Down Home Christmas

### Livealben
- 2014: Boys Night Out

### Kompilationen
| Jahr | Titel                          | Höchstplatzierung, Gesamtwochen, AuszeichnungChartplatzierungen (Jahr, Titel, Platzierungen, Wochen, Auszeichnungen, Anmerkungen) | Höchstplatzierung, Gesamtwochen, AuszeichnungChartplatzierungen (Jahr, Titel, Platzierungen, Wochen, Auszeichnungen, Anmerkungen) | Anmerkungen |
| Jahr | Titel                          | US | Country | Anmerkungen |
| ---- | ------------------------------ | --- | --- | ----------- |
| 1978 | The Best of The Oak Ridge Boys | — | Country22 (15 Wo.)Country |             |
| 1980 | Greatest Hits                  | US99 Platin · (21 Wo.)US | Country5 (157 Wo.)Country |             |
| 1984 | Greatest Hits 2                | US71 Platin · (24 Wo.)US | Country2 (69 Wo.)Country |             |
| 1989 | Greatest Hits 3                | — | Country22 (26 Wo.)Country |             |
| 2013 | 40th Anniversary: 1973–2013    | — | Country38 (1 Wo.)Country |             |

Weitere Kompilationen
- 1975: The Sensational Oak Ridge Boys
- 1979: Sing for Him
- 1992: The Oak Ridge Boys Collection (US: Gold)
- 1993: The Best of The Oak Ridge Boys
- 2000: 20th Century Masters: The Millennium Collection
- 2006: The Definitive Collection
- 2007: Gold

### Singles
| Jahr | Titel Album                                                                | Höchstplatzierung, Gesamtwochen, AuszeichnungChartplatzierungen (Jahr, Titel, Album, Platzierungen, Wochen, Auszeichnungen, Anmerkungen) | Höchstplatzierung, Gesamtwochen, AuszeichnungChartplatzierungen (Jahr, Titel, Album, Platzierungen, Wochen, Auszeichnungen, Anmerkungen) | Anmerkungen         |
| Jahr | Titel Album                                                                | US | Country | Anmerkungen         |
| ---- | -------------------------------------------------------------------------- | --- | --- | ------------------- |
| 1976 | Family Reunion The Best of the Oak Ridge Boys                              | — | Country83 (5 Wo.)Country |                     |
| 1977 | Y’all Come Back Saloon                                                     | — | Country3 (18 Wo.)Country |                     |
| 1977 | You’re the One Y’all Come Back Saloon                                      | — | Country2 (16 Wo.)Country |                     |
| 1978 | I’ll Be True to You Y’all Come Back Saloon                                 | — | Country1 (15 Wo.)Country |                     |
| 1978 | Cryin’ Again Room Service                                                  | — | Country3 (13 Wo.)Country |                     |
| 1978 | Come On In Room Service                                                    | — | Country3 (19 Wo.)Country |                     |
| 1979 | Sail Away The Oak Ridge Boys Have Arrived                                  | — | Country2 (13 Wo.)Country |                     |
| 1979 | Dream On The Oak Ridge Boys Have Arrived                                   | — | Country7 (13 Wo.)Country |                     |
| 1979 | Leaving Louisiana in the Broad Daylight The Oak Ridge Boys Have Arrived    | — | Country1 (15 Wo.)Country |                     |
| 1979 | Rhythm Guitar The Best of The Oak Ridge Boys                               | — | Country94 (151 Wo.)Country | Re-Release von 1975 |
| 1980 | Trying to Love Two Women Together                                          | — | Country1 (15 Wo.)Country |                     |
| 1980 | Heart of Mine Together                                                     | — | Country3 (16 Wo.)Country |                     |
| 1980 | Beautiful You Together                                                     | — | Country3 (17 Wo.)Country |                     |
| 1981 | Elvira Fancy Free                                                          | US5 Platin · (22 Wo.)US | Country1 (14 Wo.)Country |                     |
| 1981 | (I’m Settin’) Fancy Free Fancy Free                                        | — | Country1 (15 Wo.)Country |                     |
| 1982 | Bobbie Sue                                                                 | US12 (14 Wo.)US | Country1 (15 Wo.)Country |                     |
| 1982 | So Fine Bobbie Sue                                                         | US76 (4 Wo.)US | Country22 (10 Wo.)Country |                     |
| 1982 | I Wish You Could Have Turned My Head (And Left My Heart Alone) Bobbie Sue  | — | Country2 (19 Wo.)Country |                     |
| 1982 | Thank God for Kids Christmas                                               | — | Country3 (16 Wo.)Country |                     |
| 1983 | American Made                                                              | US72 (5 Wo.)US | Country1 (16 Wo.)Country |                     |
| 1983 | Love Song American Made                                                    | — | Country1 (18 Wo.)Country |                     |
| 1983 | Ozark Mountain Jubilee Deliver                                             | — | Country5 (19 Wo.)Country |                     |
| 1984 | I Guess It Never Hurts to Hurt Sometimes Deliver                           | — | Country1 (22 Wo.)Country |                     |
| 1984 | Everyday Greatest Hits Volume 2                                            | — | Country1 (21 Wo.)Country |                     |
| 1984 | Make My Life with You Greatest Hits Volume 2                               | — | Country1 (21 Wo.)Country |                     |
| 1985 | Little Things Step On Out                                                  | — | Country1 (20 Wo.)Country |                     |
| 1985 | Touch a Hand, Make a Friend Step On Out                                    | — | Country1 (21 Wo.)Country |                     |
| 1985 | Come On In (You Did the Best You Could Do) Step On Out                     | — | Country3 (19 Wo.)Country |                     |
| 1986 | Juliet Seasons                                                             | — | Country15 (15 Wo.)Country |                     |
| 1986 | You Made a Rock of a Rolling Stone Seasons                                 | — | Country24 (15 Wo.)Country |                     |
| 1987 | It Takes a Little Rain (To Make Love Grow) Where the Fast Lane Ends        | — | Country1 (24 Wo.)Country |                     |
| 1987 | This Crazy Love Where the Fast Lane Ends                                   | — | Country1 (23 Wo.)Country |                     |
| 1987 | Time In Heartbeat                                                          | — | Country17 (15 Wo.)Country |                     |
| 1988 | True Heart Heartbeat                                                       | — | Country5 (22 Wo.)Country |                     |
| 1988 | Gonna Take a Lot of River Monongahela                                      | — | Country1 (21 Wo.)Country |                     |
| 1988 | Bridges and Walls Monongahela                                              | — | Country10 (20 Wo.)Country |                     |
| 1989 | Beyond Those Years Heartbeat                                               | — | Country7 (22 Wo.)Country |                     |
| 1989 | An American Family American Dreams                                         | — | Country4 (25 Wo.)Country |                     |
| 1989 | No Matter How High American Dreams                                         | — | Country1 (26 Wo.)Country |                     |
| 1990 | Baby, You’ll Be My Baby American Dreams                                    | — | Country71 (3 Wo.)Country |                     |
| 1990 | (You’re My) Soul and Inspiration My Heroes Have Always Been Cowboys O.S.T. | — | Country31 (15 Wo.)Country |                     |
| 1990 | Lucky Moon Unstoppable                                                     | — | Country6 (20 Wo.)Country |                     |
| 1991 | Change My Mind Unstoppable                                                 | — | Country70 (5 Wo.)Country |                     |
| 1991 | Baby on Board Unstoppable                                                  | — | Country44 (13 Wo.)Country |                     |
| 1992 | Fall The Long Haul                                                         | — | Country69 (4 Wo.)Country |                     |
| 1999 | Ain’t No Short Way Home Voices                                             | — | Country71 (1 Wo.)Country |                     |

Weitere Singles
- 1973: The Baptism of Jesse Taylor
- 1974: He’s Gonna Smile on Me
- 1974: Loves Me Like a Rock
- 1975: Rhythm Guitar
- 1975: Heaven Bound
- 1976: Where the Soul Never Dies
- 1976: Whoever Finds This, I Love You
- 1978: Easy
- 1982: Christmas Is Paintin’ the Town
- 1999: Baby When Your Heart Breaks Down
- 2001: Write Your Name Across My Heart
- 2002: The Most Inconvenient Christmas
- 2003: Colors
- 2003: Glory Bound
- 2004: Bad Case of Missing You
- 2005: Someplace Green
- 2005: Ordinary Days
- 2006: It’s Hard to Be Cool (In a Minivan)
- 2007: Closer to Home
- 2007: Did I Make a Difference
- 2009: Seven Nation Army
- 2009: Mama’s Table
- 2011: Whatcha Gonna Do
- 2015: Sweet Jesus
- 2018: Brand New Star

### Gastbeiträge
| Jahr | Titel Album                                 | Höchstplatzierung, Gesamtwochen, AuszeichnungChartplatzierungen (Jahr, Titel, Album, Platzierungen, Wochen, Auszeichnungen, Anmerkungen) | Höchstplatzierung, Gesamtwochen, AuszeichnungChartplatzierungen (Jahr, Titel, Album, Platzierungen, Wochen, Auszeichnungen, Anmerkungen) | Anmerkungen                         |
| Jahr | Titel Album                                 | US | Country | Anmerkungen                         |
| ---- | ------------------------------------------- | --- | --- | ----------------------------------- |
| 1973 | Praise the Lord and Pass the Soup –         | — | Country57 (7 Wo.)Country | mit Johnny Cash & The Carter Family |
| 1982 | Same Ole Me Still the Same Ole Me           | — | Country5 (19 Wo.)Country | mit George Jones                    |
| 1986 | When You Get to the Heart Get to Your Heart | — | Country20 (14 Wo.)Country | mit Barbara Mandrell                |

## Auszeichnungen (nur Country-Musik)
| Jahr | Org.   | Award                                      | Titel                    |
| ---- | ------ | ------------------------------------------ | ------------------------ |
| 1978 | ACM    | Album of the Year                          | „Y'all Come Back Saloon“ |
| 1978 | ACM    | Top Vocal Group                            |                          |
| 1978 | CMA    | Instrumental Group of the Year             |                          |
| 1978 | CMA    | Vocal Group of the Year                    | „Oak Ridge Boys“         |
| 1981 | ACM    | Single of the Year                         | „Elvira“                 |
| 1981 | CMA    | Single of the Year                         | „Elvira“                 |
| 1981 | Grammy | Best Country Performance by a Duo or Group | „Elvira“                 |
| 1982 | TNN    | Single of the Year                         |                          |
| 1986 | CMA    | Instrumental Group of the Year             |                          |
| 1988 | TNN    | Top Vocal Group                            |                          |
| 1989 | TNN    | Top Vocal Group                            |                          |